# Jorge Espín
Jorge Espín (Guayaquil, Ecuador fue un futbolista ecuatoriano que jugaba de mediocampista. Debutó profesionalmente en Everest de Guayaquil.  Después jugó en Emelec y en Barcelona, siendo el único futbolista que ha sido campeón nacional con los tres equipos del Guayas.

## Biografía
Jorge Espín nació en Guayaquil.  Por su debut tan joven fue apodado el "nene".
Fue campeón con Everest, Emelec y Barcelona.
Se graduó como Abogado y fue director técnico del Everest en varias oportunidades.
Debido al calor agobiante en Guayaquil, falleció luego de un partido de segunda categoría entre Everest y Patria, a causa de un infarto.  Espín era Presidente del Everest.
Fue entrenador del Everest en los años 80 y Presidente del mismo equipo en el siglo XXI.
En su honor, una de las canchas de la Asociación de Fútbol del Guayas de Fertisa lleva su nombre.

## Trayectoria
Debutó siendo juvenil en 1961 en Everest; en donde jugó hasta 1966.  Posteriormente pasó a Barcelona, en donde jugó Copa Libertadores en 1967. En 1972 llegó a Emelec y fue parte del equipo campeón de 1972.  También jugó en 9 de Octubre.

## Clubes

### Como jugador
| Club         | País    | Año       |
| ------------ | ------- | --------- |
| Everest      | Ecuador | 1961-1966 |
| Barcelona    | Ecuador | 1967-1971 |
| Emelec       | Ecuador | 1972      |
| 9 de Octubre | Ecuador |           |

## Palmarés
| Título             | Club      | País    | Edición                               |
| ------------------ | --------- | ------- | ------------------------------------- |
| Serie A de Ecuador | Everest   | Ecuador | Campeonato Ecuatoriano de Fútbol 1962 |
| Serie A de Ecuador | Barcelona | Ecuador | Campeonato Ecuatoriano de Fútbol 1970 |
| Serie A de Ecuador | Emelec    | Ecuador | Campeonato Ecuatoriano de Fútbol 1972 |